# Copa Davis 2014
La Copa Davis de 2014 fue la 103.ª edición del torneo de tenis masculino más importante por naciones, donde participaron 16 equipos en el Grupo Mundial y más de 100 en los diferentes grupos regionales.

## Movilidad entre grupos: 2013 a 2014
| Categoría     | Categoría    | Grupos | Grupos | Grupos | Grupos | Grupos | Grupos | Grupos | Grupos | Grupos | Grupos | Grupos | Grupos | Grupos | Grupos | Grupos | Grupos | Grupos | Grupos |
| ------------- | ------------ | --- | --- | --- | --- | --- | --- | --- | --- | --- | --- | --- | --- | --- | --- | --- | --- | --- | --- |
| 1.º           | 1.º          | Mundial · 16 equipos · \| · Alemania \| · Argentina \| · Australia \| · Bélgica \| \| · Canadá \| · España \| · Estados Unidos \| · Francia \| \| · Italia \| · Japón \| · Kazajistán \| · Países Bajos \| \| · Reino Unido \| · Rep. Checa \| · Serbia \| · Suiza \| \| ------------- \| ------------ \| ---------------- \| -------------- \| | Mundial · 16 equipos · \| · Alemania \| · Argentina \| · Australia \| · Bélgica \| \| · Canadá \| · España \| · Estados Unidos \| · Francia \| \| · Italia \| · Japón \| · Kazajistán \| · Países Bajos \| \| · Reino Unido \| · Rep. Checa \| · Serbia \| · Suiza \| \| ------------- \| ------------ \| ---------------- \| -------------- \| | Mundial · 16 equipos · \| · Alemania \| · Argentina \| · Australia \| · Bélgica \| \| · Canadá \| · España \| · Estados Unidos \| · Francia \| \| · Italia \| · Japón \| · Kazajistán \| · Países Bajos \| \| · Reino Unido \| · Rep. Checa \| · Serbia \| · Suiza \| \| ------------- \| ------------ \| ---------------- \| -------------- \| | Mundial · 16 equipos · \| · Alemania \| · Argentina \| · Australia \| · Bélgica \| \| · Canadá \| · España \| · Estados Unidos \| · Francia \| \| · Italia \| · Japón \| · Kazajistán \| · Países Bajos \| \| · Reino Unido \| · Rep. Checa \| · Serbia \| · Suiza \| \| ------------- \| ------------ \| ---------------- \| -------------- \| | Mundial · 16 equipos · \| · Alemania \| · Argentina \| · Australia \| · Bélgica \| \| · Canadá \| · España \| · Estados Unidos \| · Francia \| \| · Italia \| · Japón \| · Kazajistán \| · Países Bajos \| \| · Reino Unido \| · Rep. Checa \| · Serbia \| · Suiza \| \| ------------- \| ------------ \| ---------------- \| -------------- \| | Mundial · 16 equipos · \| · Alemania \| · Argentina \| · Australia \| · Bélgica \| \| · Canadá \| · España \| · Estados Unidos \| · Francia \| \| · Italia \| · Japón \| · Kazajistán \| · Países Bajos \| \| · Reino Unido \| · Rep. Checa \| · Serbia \| · Suiza \| \| ------------- \| ------------ \| ---------------- \| -------------- \| | Mundial · 16 equipos · \| · Alemania \| · Argentina \| · Australia \| · Bélgica \| \| · Canadá \| · España \| · Estados Unidos \| · Francia \| \| · Italia \| · Japón \| · Kazajistán \| · Países Bajos \| \| · Reino Unido \| · Rep. Checa \| · Serbia \| · Suiza \| \| ------------- \| ------------ \| ---------------- \| -------------- \| | Mundial · 16 equipos · \| · Alemania \| · Argentina \| · Australia \| · Bélgica \| \| · Canadá \| · España \| · Estados Unidos \| · Francia \| \| · Italia \| · Japón \| · Kazajistán \| · Países Bajos \| \| · Reino Unido \| · Rep. Checa \| · Serbia \| · Suiza \| \| ------------- \| ------------ \| ---------------- \| -------------- \| | Mundial · 16 equipos · \| · Alemania \| · Argentina \| · Australia \| · Bélgica \| \| · Canadá \| · España \| · Estados Unidos \| · Francia \| \| · Italia \| · Japón \| · Kazajistán \| · Países Bajos \| \| · Reino Unido \| · Rep. Checa \| · Serbia \| · Suiza \| \| ------------- \| ------------ \| ---------------- \| -------------- \| | Mundial · 16 equipos · \| · Alemania \| · Argentina \| · Australia \| · Bélgica \| \| · Canadá \| · España \| · Estados Unidos \| · Francia \| \| · Italia \| · Japón \| · Kazajistán \| · Países Bajos \| \| · Reino Unido \| · Rep. Checa \| · Serbia \| · Suiza \| \| ------------- \| ------------ \| ---------------- \| -------------- \| | Mundial · 16 equipos · \| · Alemania \| · Argentina \| · Australia \| · Bélgica \| \| · Canadá \| · España \| · Estados Unidos \| · Francia \| \| · Italia \| · Japón \| · Kazajistán \| · Países Bajos \| \| · Reino Unido \| · Rep. Checa \| · Serbia \| · Suiza \| \| ------------- \| ------------ \| ---------------- \| -------------- \| | Mundial · 16 equipos · \| · Alemania \| · Argentina \| · Australia \| · Bélgica \| \| · Canadá \| · España \| · Estados Unidos \| · Francia \| \| · Italia \| · Japón \| · Kazajistán \| · Países Bajos \| \| · Reino Unido \| · Rep. Checa \| · Serbia \| · Suiza \| \| ------------- \| ------------ \| ---------------- \| -------------- \| | Mundial · 16 equipos · \| · Alemania \| · Argentina \| · Australia \| · Bélgica \| \| · Canadá \| · España \| · Estados Unidos \| · Francia \| \| · Italia \| · Japón \| · Kazajistán \| · Países Bajos \| \| · Reino Unido \| · Rep. Checa \| · Serbia \| · Suiza \| \| ------------- \| ------------ \| ---------------- \| -------------- \| | Mundial · 16 equipos · \| · Alemania \| · Argentina \| · Australia \| · Bélgica \| \| · Canadá \| · España \| · Estados Unidos \| · Francia \| \| · Italia \| · Japón \| · Kazajistán \| · Países Bajos \| \| · Reino Unido \| · Rep. Checa \| · Serbia \| · Suiza \| \| ------------- \| ------------ \| ---------------- \| -------------- \| | Mundial · 16 equipos · \| · Alemania \| · Argentina \| · Australia \| · Bélgica \| \| · Canadá \| · España \| · Estados Unidos \| · Francia \| \| · Italia \| · Japón \| · Kazajistán \| · Países Bajos \| \| · Reino Unido \| · Rep. Checa \| · Serbia \| · Suiza \| \| ------------- \| ------------ \| ---------------- \| -------------- \| | Mundial · 16 equipos · \| · Alemania \| · Argentina \| · Australia \| · Bélgica \| \| · Canadá \| · España \| · Estados Unidos \| · Francia \| \| · Italia \| · Japón \| · Kazajistán \| · Países Bajos \| \| · Reino Unido \| · Rep. Checa \| · Serbia \| · Suiza \| \| ------------- \| ------------ \| ---------------- \| -------------- \| | Mundial · 16 equipos · \| · Alemania \| · Argentina \| · Australia \| · Bélgica \| \| · Canadá \| · España \| · Estados Unidos \| · Francia \| \| · Italia \| · Japón \| · Kazajistán \| · Países Bajos \| \| · Reino Unido \| · Rep. Checa \| · Serbia \| · Suiza \| \| ------------- \| ------------ \| ---------------- \| -------------- \| | Mundial · 16 equipos · \| · Alemania \| · Argentina \| · Australia \| · Bélgica \| \| · Canadá \| · España \| · Estados Unidos \| · Francia \| \| · Italia \| · Japón \| · Kazajistán \| · Países Bajos \| \| · Reino Unido \| · Rep. Checa \| · Serbia \| · Suiza \| \| ------------- \| ------------ \| ---------------- \| -------------- \| |
| 2.º           | 2.º          | Zona de Europa y África 1 · 12 equipos · Austria · Croacia · Eslovaquia · Eslovenia · Israel · Letonia · Polonia · Portugal · Rumania · Rusia · Suecia · Ucrania | Zona de Europa y África 1 · 12 equipos · Austria · Croacia · Eslovaquia · Eslovenia · Israel · Letonia · Polonia · Portugal · Rumania · Rusia · Suecia · Ucrania | Zona de Europa y África 1 · 12 equipos · Austria · Croacia · Eslovaquia · Eslovenia · Israel · Letonia · Polonia · Portugal · Rumania · Rusia · Suecia · Ucrania | Zona de Europa y África 1 · 12 equipos · Austria · Croacia · Eslovaquia · Eslovenia · Israel · Letonia · Polonia · Portugal · Rumania · Rusia · Suecia · Ucrania | Zona de Europa y África 1 · 12 equipos · Austria · Croacia · Eslovaquia · Eslovenia · Israel · Letonia · Polonia · Portugal · Rumania · Rusia · Suecia · Ucrania | Zona de Europa y África 1 · 12 equipos · Austria · Croacia · Eslovaquia · Eslovenia · Israel · Letonia · Polonia · Portugal · Rumania · Rusia · Suecia · Ucrania | Zona de Europa y África 1 · 12 equipos · Austria · Croacia · Eslovaquia · Eslovenia · Israel · Letonia · Polonia · Portugal · Rumania · Rusia · Suecia · Ucrania | Zona de Europa y África 1 · 12 equipos · Austria · Croacia · Eslovaquia · Eslovenia · Israel · Letonia · Polonia · Portugal · Rumania · Rusia · Suecia · Ucrania | Zona de Europa y África 1 · 12 equipos · Austria · Croacia · Eslovaquia · Eslovenia · Israel · Letonia · Polonia · Portugal · Rumania · Rusia · Suecia · Ucrania | Zona de Asia y Oceanía 1 · 6 equipos · China · China Taipéi · Corea del Sur · India · Nueva Zelanda · Uzbekistán | Zona de América 1 · 6 equipos · Brasil · Colombia · Ecuador · Rep. Dominicana · Uruguay · Venezuela | | | | | | | |
| 3.º           | 3.º          | Zona de Europa y África 2 · 16 equipos · Bielorrusia · Bosnia y Herzegovina · Bulgaria · Chipre · Dinamarca · Egipto · Finlandia · Grecia · Irlanda · Lituania · Luxemburgo · Marruecos · Moldavia · Mónaco · Noruega · Sudáfrica | Zona de Europa y África 2 · 16 equipos · Bielorrusia · Bosnia y Herzegovina · Bulgaria · Chipre · Dinamarca · Egipto · Finlandia · Grecia · Irlanda · Lituania · Luxemburgo · Marruecos · Moldavia · Mónaco · Noruega · Sudáfrica | Zona de Europa y África 2 · 16 equipos · Bielorrusia · Bosnia y Herzegovina · Bulgaria · Chipre · Dinamarca · Egipto · Finlandia · Grecia · Irlanda · Lituania · Luxemburgo · Marruecos · Moldavia · Mónaco · Noruega · Sudáfrica | Zona de Europa y África 2 · 16 equipos · Bielorrusia · Bosnia y Herzegovina · Bulgaria · Chipre · Dinamarca · Egipto · Finlandia · Grecia · Irlanda · Lituania · Luxemburgo · Marruecos · Moldavia · Mónaco · Noruega · Sudáfrica | Zona de Europa y África 2 · 16 equipos · Bielorrusia · Bosnia y Herzegovina · Bulgaria · Chipre · Dinamarca · Egipto · Finlandia · Grecia · Irlanda · Lituania · Luxemburgo · Marruecos · Moldavia · Mónaco · Noruega · Sudáfrica | Zona de Europa y África 2 · 16 equipos · Bielorrusia · Bosnia y Herzegovina · Bulgaria · Chipre · Dinamarca · Egipto · Finlandia · Grecia · Irlanda · Lituania · Luxemburgo · Marruecos · Moldavia · Mónaco · Noruega · Sudáfrica | Zona de Europa y África 2 · 16 equipos · Bielorrusia · Bosnia y Herzegovina · Bulgaria · Chipre · Dinamarca · Egipto · Finlandia · Grecia · Irlanda · Lituania · Luxemburgo · Marruecos · Moldavia · Mónaco · Noruega · Sudáfrica | Zona de Europa y África 2 · 16 equipos · Bielorrusia · Bosnia y Herzegovina · Bulgaria · Chipre · Dinamarca · Egipto · Finlandia · Grecia · Irlanda · Lituania · Luxemburgo · Marruecos · Moldavia · Mónaco · Noruega · Sudáfrica | Zona de Europa y África 2 · 16 equipos · Bielorrusia · Bosnia y Herzegovina · Bulgaria · Chipre · Dinamarca · Egipto · Finlandia · Grecia · Irlanda · Lituania · Luxemburgo · Marruecos · Moldavia · Mónaco · Noruega · Sudáfrica | Zona de Asia y Oceanía 2 · 8 equipos · Filipinas · Hong Kong · Indonesia · Malasia · Pakistán · Siria · Tailandia · Vietnam | Zona de América 2 · 8 equipos · Barbados · Bolivia · Chile · El Salvador · Guatemala · México · Paraguay · Perú · | | | | | | | |
| 4.º           | 4.º          | Zona de Europa 3 · 12 equipos · Albania · Armenia · Estonia · Georgia · Hungría · Islandia · Liechtenstein · Macedonia · Malta · Montenegro · San Marino · Turquía | Zona de Europa 3 · 12 equipos · Albania · Armenia · Estonia · Georgia · Hungría · Islandia · Liechtenstein · Macedonia · Malta · Montenegro · San Marino · Turquía | Zona de Europa 3 · 12 equipos · Albania · Armenia · Estonia · Georgia · Hungría · Islandia · Liechtenstein · Macedonia · Malta · Montenegro · San Marino · Turquía | Zona de Europa 3 · 12 equipos · Albania · Armenia · Estonia · Georgia · Hungría · Islandia · Liechtenstein · Macedonia · Malta · Montenegro · San Marino · Turquía | Zona de Europa 3 · 12 equipos · Albania · Armenia · Estonia · Georgia · Hungría · Islandia · Liechtenstein · Macedonia · Malta · Montenegro · San Marino · Turquía | Zona de África 3 · 12 equipos · Argelia · Benín · Botsuana · Congo · Kenia · Libia · Madagascar · (N) Mozambique · Namibia · Nigeria · Ruanda · Zimbabue | Zona de África 3 · 12 equipos · Argelia · Benín · Botsuana · Congo · Kenia · Libia · Madagascar · (N) Mozambique · Namibia · Nigeria · Ruanda · Zimbabue | Zona de África 3 · 12 equipos · Argelia · Benín · Botsuana · Congo · Kenia · Libia · Madagascar · (N) Mozambique · Namibia · Nigeria · Ruanda · Zimbabue | Zona de África 3 · 12 equipos · Argelia · Benín · Botsuana · Congo · Kenia · Libia · Madagascar · (N) Mozambique · Namibia · Nigeria · Ruanda · Zimbabue | Zona de Asia y Oceanía 3 · 8 equipos · Camboya · Emiratos Árabes · Irán · Líbano · Malasia · Singapur · Siria · Turkmenistán | Zona de América 3 · 9 equipos · Bahamas · Bermudas · Costa Rica · Cuba · Honduras · Jamaica · Panamá · Puerto Rico · Trinidad y Tobago | | | | | | | |
| 5.º           | 5.º          | | | | | | | | | | Zona de Asia y Oceanía 4 · 10 equipos · Arabia Saudita · Bangladés · Baréin · Catar · Irak · Jordania · Kirguistán · Mongolia · Océano Pacífico · Omán | | | | | | | | |
| · Alemania    | · Argentina  | · Australia | · Bélgica | | | | | | | | | | | | | | | | |
| · Canadá      | · España     | · Estados Unidos | · Francia | | | | | | | | | | | | | | | | |
| · Italia      | · Japón      | · Kazajistán | · Países Bajos | | | | | | | | | | | | | | | | |
| · Reino Unido | · Rep. Checa | · Serbia | · Suiza | | | | | | | | | | | | | | | | |

## Grupo Mundial
El Grupo Mundial es nivel más alto de la Copa Davis. En esta edición, participarán los equipos que hayan alcanzado aunque sea los cuartos de final de la Copa Davis 2014 y los ganadores las repescas entre los perdedores de los octavos de final en 2013 y los ganadores de los distintos grupos regionales.
En esta edición, los perdedores de la primera ronda jugarán las repescas para el Grupo Mundial 2015, y los equipos ganadores que accedan a los cuartos de final se les garantiza un lugar del Grupo Mundial de 2015.

### Equipos participantes
| Equipos participantes en el Grupo Mundial de 2014 | Equipos participantes en el Grupo Mundial de 2014 | Equipos participantes en el Grupo Mundial de 2014 | Equipos participantes en el Grupo Mundial de 2014 | Equipos participantes en el Grupo Mundial de 2014 | Equipos participantes en el Grupo Mundial de 2014 | Equipos participantes en el Grupo Mundial de 2014 | Equipos participantes en el Grupo Mundial de 2014 |
| Rep. Checa                                        | Serbia                                            | Alemania                                          | Argentina                                         | Francia                                           | Estados Unidos                                    | Kazajistán                                        | Japón                                             |
| Países Bajos                                      | Suiza                                             | España                                            | Italia                                            | Australia                                         | Reino Unido                                       | Canadá                                            | Bélgica                                           |
| ------------------------------------------------- | ------------------------------------------------- | ------------------------------------------------- | ------------------------------------------------- | ------------------------------------------------- | ------------------------------------------------- | ------------------------------------------------- | ------------------------------------------------- |

### Sorteo
- El sorteo del Grupo Mundial para la Copa Davis 2014 se celebró en Londres, Reino Unido, el 17 de septiembre de 2013 a las 11:00 hora local (10:00 GMT).[1]

Cabezas de serie
| 1. República Checa 2. Serbia 3. España 4. Argentina | 1. Francia 2. Estados Unidos 3. Japón 4. Kazajistán |

### Eliminatorias
|  | Octavos de final           | Octavos de final           |                |   | Cuartos de final | Cuartos de final |  |  | Semifinales          | Semifinales          |  |  | Final              | Final              |
|  | 31 de enero - 2 de febrero | 31 de enero - 2 de febrero |                |   | 4-6 de abril     | 4-6 de abril     |  |  | 12- 14 de septiembre | 12- 14 de septiembre |  |  | 21-23 de noviembre | 21-23 de noviembre |
|  |                            |                            |                |   |                  |                  |  |  |                      |                      |  |  |                    |                    |
|  |                            |                            |                |   |                  |                  |  |  |                      |                      |  |  |                    |                    |
|  |                            |                            |                |   |                  |                  |  |  |                      |                      |  |  |                    |                    |
|  | Rep. Checa (1)             | 3                          |                |   |                  |                  |  |  |                      |                      |  |  |                    |                    |
|  | Rep. Checa (1)             | 3                          |                |   |                  |                  |  |  |                      |                      |  |  |                    |                    |
|  | Países Bajos               | 2                          |                |   |                  |                  |  |  |                      |                      |  |  |                    |                    |
|  | Países Bajos               | 2                          | Rep. Checa (1) | 5 |                  |                  |  |  |                      |                      |  |  |                    |                    |
|  |                            |                            |                | 5 |                  |                  |  |  |                      |                      |  |  |                    |                    |
|  |                            | Japón                      | 0              |   |                  |                  |  |  |                      |                      |  |  |                    |                    |
|  | Canadá (7)                 | Japón                      | 0              | 1 |                  |                  |  |  |                      |                      |  |  |                    |                    |
|  | Canadá (7)                 |                            |                | 1 |                  |                  |  |  |                      |                      |  |  |                    |                    |
|  | Japón                      | 4                          |                |   |                  |                  |  |  |                      |                      |  |  |                    |                    |
|  | Japón                      | 4                          | Rep. Checa (1) | 1 |                  |                  |  |  |                      |                      |  |  |                    |                    |
|  |                            |                            |                | 1 |                  |                  |  |  |                      |                      |  |  |                    |                    |
|  |                            | Francia (5)                | 4              |   |                  |                  |  |  |                      |                      |  |  |                    |                    |
|  | España (3)                 | Francia (5)                | 4              | 1 |                  |                  |  |  |                      |                      |  |  |                    |                    |
|  | España (3)                 |                            |                | 1 |                  |                  |  |  |                      |                      |  |  |                    |                    |
|  | Alemania                   | 4                          |                |   |                  |                  |  |  |                      |                      |  |  |                    |                    |
|  | Alemania                   | 4                          | Alemania       | 2 |                  |                  |  |  |                      |                      |  |  |                    |                    |
|  |                            |                            |                | 2 |                  |                  |  |  |                      |                      |  |  |                    |                    |
|  |                            | Francia (5)                | 3              |   |                  |                  |  |  |                      |                      |  |  |                    |                    |
|  | Francia (5)                | Francia (5)                | 3              | 5 |                  |                  |  |  |                      |                      |  |  |                    |                    |
|  | Francia (5)                |                            |                | 5 |                  |                  |  |  |                      |                      |  |  |                    |                    |
|  | Australia                  | 0                          |                |   |                  |                  |  |  |                      |                      |  |  |                    |                    |
|  | Australia                  | 0                          | Francia (5)    | 1 |                  |                  |  |  |                      |                      |  |  |                    |                    |
|  |                            |                            |                | 1 |                  |                  |  |  |                      |                      |  |  |                    |                    |
|  |                            | Suiza                      | 3              |   |                  |                  |  |  |                      |                      |  |  |                    |                    |
|  | Reino Unido                | Suiza                      | 3              | 3 |                  |                  |  |  |                      |                      |  |  |                    |                    |
|  | Reino Unido                |                            |                | 3 |                  |                  |  |  |                      |                      |  |  |                    |                    |
|  | Estados Unidos (6)         | 1                          |                |   |                  |                  |  |  |                      |                      |  |  |                    |                    |
|  | Estados Unidos (6)         | 1                          | Reino Unido    | 2 |                  |                  |  |  |                      |                      |  |  |                    |                    |
|  |                            |                            |                | 2 |                  |                  |  |  |                      |                      |  |  |                    |                    |
|  |                            | Italia                     | 3              |   |                  |                  |  |  |                      |                      |  |  |                    |                    |
|  | Argentina (4)              | Italia                     | 3              | 1 |                  |                  |  |  |                      |                      |  |  |                    |                    |
|  | Argentina (4)              |                            |                | 1 |                  |                  |  |  |                      |                      |  |  |                    |                    |
|  | Italia                     | 3                          |                |   |                  |                  |  |  |                      |                      |  |  |                    |                    |
|  | Italia                     | 3                          | Italia         | 2 |                  |                  |  |  |                      |                      |  |  |                    |                    |
|  |                            |                            |                | 2 |                  |                  |  |  |                      |                      |  |  |                    |                    |
|  |                            | Suiza                      | 3              |   |                  |                  |  |  |                      |                      |  |  |                    |                    |
|  | Bélgica                    | Suiza                      | 3              | 2 |                  |                  |  |  |                      |                      |  |  |                    |                    |
|  | Bélgica                    |                            |                | 2 |                  |                  |  |  |                      |                      |  |  |                    |                    |
|  | Kazajistán (8)             | 3                          |                |   |                  |                  |  |  |                      |                      |  |  |                    |                    |
|  | Kazajistán (8)             | 3                          | Kazajistán (8) | 2 |                  |                  |  |  |                      |                      |  |  |                    |                    |
|  |                            |                            |                | 2 |                  |                  |  |  |                      |                      |  |  |                    |                    |
|  |                            | Suiza                      | 3              |   |                  |                  |  |  |                      |                      |  |  |                    |                    |
|  | Suiza                      | Suiza                      | 3              | 3 |                  |                  |  |  |                      |                      |  |  |                    |                    |
|  | Suiza                      |                            |                | 3 |                  |                  |  |  |                      |                      |  |  |                    |                    |
|  | Serbia (2)                 | 2                          |                |   |                  |                  |  |  |                      |                      |  |  |                    |                    |
|  | Serbia (2)                 | 2                          |                |   |                  |                  |  |  |                      |                      |  |  |                    |                    |

- En cursiva y * equipos que juegan de local.
- Los perdedores de la primera ronda, juegan contra los que clasifican en el grupo mundial.
- (n) Entre paréntesis indica el número de cabeza de serie.

#### Octavos de final
En primera columna, el equipo que efectúa de local.
| | Bandera de República Checa  | República Checa                 | 3 | 2 | Países Bajos | Bandera de los Países Bajos |   |
| --- | --------------------------- | ------------------------------- | - | - | ------------ | --------------------------- | - |
| CEZ Arena, Ostrava, República Checa 31 de enero al 2 de febrero de 2014 (Dura, bajo techo) |                             |                                 |   |   |              |                             |   |
| \| 1 \| \| Radek Štěpánek \| 6 \| 4 \| 7 \| 2 \| 1 \| \| 1 \| \| Robin Haase \| 3 \| 6 \| 64 \| 6 \| 6 \| \| 2 \| \| Tomáš Berdych \| 6 \| 6 \| 6 \| \| \| \| 2 \| \| Igor Sijsling \| 3 \| 3 \| 0 \| \| \| \| 3 \| \| Tomáš Berdych - Radek Štěpánek \| 7 \| 1 \| 7 \| 7 \| \| \| 3 \| \| Jean-Julien Rojer - Robin Haase \| 5 \| 6 \| 62 \| 64 \| \| \| 4 \| \| Tomáš Berdych \| 6 \| 6 \| 6 \| \| \| \| 4 \| \| Robin Haase \| 1 \| 4 \| 3 \| \| \| \| 5 \| \| Radek Štěpánek \| 3 \| 3 \| \| \| \| \| 5 \| \| Igor Sijsling \| 6 \| 6 \| \| \| \| |                             |                                 |   |   |              |                             |   |
| 1 | Bandera de República Checa  | Radek Štěpánek                  | 6 | 4 | 7            | 2                           | 1 |
| 1 | Bandera de los Países Bajos | Robin Haase                     | 3 | 6 | 64           | 6                           | 6 |
| 2 | Bandera de República Checa  | Tomáš Berdych                   | 6 | 6 | 6            |                             |   |
| 2 | Bandera de los Países Bajos | Igor Sijsling                   | 3 | 3 | 0            |                             |   |
| 3 | Bandera de República Checa  | Tomáš Berdych - Radek Štěpánek  | 7 | 1 | 7            | 7                           |   |
| 3 | Bandera de los Países Bajos | Jean-Julien Rojer - Robin Haase | 5 | 6 | 62           | 64                          |   |
| 4 | Bandera de República Checa  | Tomáš Berdych                   | 6 | 6 | 6            |                             |   |
| 4 | Bandera de los Países Bajos | Robin Haase                     | 1 | 4 | 3            |                             |   |
| 5 | Bandera de República Checa  | Radek Štěpánek                  | 3 | 3 |              |                             |   |
| 5 | Bandera de los Países Bajos | Igor Sijsling                   | 6 | 6 |              |                             |   |

| | Bandera de Japón  | Japón                             | 4 | 1       | Canadá | Bandera de Canadá |  |
| --- | ----------------- | --------------------------------- | - | ------- | ------ | ----------------- |  |
| Coliseo Ariake, Tokio, Japón 31 de enero al 2 de febrero de 2014 (Dura, bajo techo) |                   |                                   |   |         |        |                   |  |
| \| 1 \| \| Kei Nishikori \| 6 \| 6 \| 6 \| \| \| \| 1 \| \| Peter Polansky \| 4 \| 4 \| 4 \| \| \| \| 2 \| \| Go Soeda \| 4 \| 62 \| 1 \| \| \| \| 2 \| \| Frank Dancevic \| 6 \| 7 \| 6 \| \| \| \| 3 \| \| Kei Nishikori - Yasutaka Uchiyama \| 6 \| 7 \| 4 \| 6 \| \| \| 3 \| \| Daniel Nestor - Frank Dancevic \| 3 \| 63 \| 6 \| 4 \| \| \| 4 \| \| Kei Nishikori \| 6 \| 1 \| \| \| \| \| 4 \| \| Frank Dancevic \| 2 \| 0retiro \| \| \| \| \| 5 \| \| Go Soeda \| 6 \| 6 \| \| \| \| \| 5 \| \| Peter Polansky \| 1 \| 4 \| \| \| \| |                   |                                   |   |         |        |                   |  |
| 1 | Bandera de Japón  | Kei Nishikori                     | 6 | 6       | 6      |                   |  |
| 1 | Bandera de Canadá | Peter Polansky                    | 4 | 4       | 4      |                   |  |
| 2 | Bandera de Japón  | Go Soeda                          | 4 | 62      | 1      |                   |  |
| 2 | Bandera de Canadá | Frank Dancevic                    | 6 | 7       | 6      |                   |  |
| 3 | Bandera de Japón  | Kei Nishikori - Yasutaka Uchiyama | 6 | 7       | 4      | 6                 |  |
| 3 | Bandera de Canadá | Daniel Nestor - Frank Dancevic    | 3 | 63      | 6      | 4                 |  |
| 4 | Bandera de Japón  | Kei Nishikori                     | 6 | 1       |        |                   |  |
| 4 | Bandera de Canadá | Frank Dancevic                    | 2 | 0retiro |        |                   |  |
| 5 | Bandera de Japón  | Go Soeda                          | 6 | 6       |        |                   |  |
| 5 | Bandera de Canadá | Peter Polansky                    | 1 | 4       |        |                   |  |

| | Bandera de Alemania | Alemania                           | 4   | 1   | España | Bandera de España |   |
| --- | ------------------- | ---------------------------------- | --- | --- | ------ | ----------------- | - |
| Ballsporthalle, Frankfurt, Alemania 31 de enero al 2 de febrero de 2014 (Dura, bajo techo) |                     |                                    |     |     |        |                   |   |
| \| 1 \| \| Philipp Kohlschreiber \| 6 \| 6 \| 6 \| \| \| \| 1 \| \| Roberto Bautista Agut \| 2 \| 4 \| 2 \| \| \| \| 2 \| \| Florian Mayer \| 78 \| 7 \| 1 \| 5 \| 6 \| \| 2 \| \| Feliciano López \| 6 \| 64 \| 6 \| 7 \| 3 \| \| 3 \| \| Philipp Kohlschreiber - Tommy Haas \| 7 \| 69 \| 79 \| 6 \| \| \| 3 \| \| David Marrero - Fernando Verdasco \| 65 \| 711 \| 67 \| 3 \| \| \| 4 \| \| Philipp Kohlschreiber \| \| \| \| \| \| \| 4 \| \| Feliciano López \| w/o \| \| \| \| \| \| 5 \| \| Daniel Brands \| 7 \| 6 \| \| \| \| \| 5 \| \| Roberto Bautista Agut \| 65 \| 4 \| \| \| \| |                     |                                    |     |     |        |                   |   |
| 1 | Bandera de Alemania | Philipp Kohlschreiber              | 6   | 6   | 6      |                   |   |
| 1 | Bandera de España   | Roberto Bautista Agut              | 2   | 4   | 2      |                   |   |
| 2 | Bandera de Alemania | Florian Mayer                      | 78  | 7   | 1      | 5                 | 6 |
| 2 | Bandera de España   | Feliciano López                    | 6   | 64  | 6      | 7                 | 3 |
| 3 | Bandera de Alemania | Philipp Kohlschreiber - Tommy Haas | 7   | 69  | 79     | 6                 |   |
| 3 | Bandera de España   | David Marrero - Fernando Verdasco  | 65  | 711 | 67     | 3                 |   |
| 4 | Bandera de Alemania | Philipp Kohlschreiber              |     |     |        |                   |   |
| 4 | Bandera de España   | Feliciano López                    | w/o |     |        |                   |   |
| 5 | Bandera de Alemania | Daniel Brands                      | 7   | 6   |        |                   |   |
| 5 | Bandera de España   | Roberto Bautista Agut              | 65  | 4   |        |                   |   |

| | Bandera de Francia   | Francia                              | 5  | 0  | Australia | Bandera de Australia |  |
| --- | -------------------- | ------------------------------------ | -- | -- | --------- | -------------------- |  |
| Vendéspace, La Roche-sur-Yon, Francia 31 de enero al 2 de febrero de 2014 (Arcilla, bajo techo) |                      |                                      |    |    |           |                      |  |
| \| 1 \| \| Richard Gasquet \| 7 \| 6 \| 6 \| \| \| \| 1 \| \| Nick Kyrgios \| 63 \| 2 \| 2 \| \| \| \| 2 \| \| Jo-Wilfried Tsonga \| 6 \| 6 \| 7 \| \| \| \| 2 \| \| Lleyton Hewitt \| 3 \| 2 \| 62 \| \| \| \| 3 \| \| Richard Gasquet - Jo-Wilfried Tsonga \| 5 \| 7 \| 6 \| 7 \| \| \| 3 \| \| Chris Guccione - Lleyton Hewitt \| 7 \| 64 \| 2 \| 5 \| \| \| 4 \| \| Julien Benneteau \| 6 \| 6 \| \| \| \| \| 4 \| \| Thanasi Kokkinakis \| 4 \| 1 \| \| \| \| \| 5 \| \| Gaël Monfils \| 7 \| 6 \| \| \| \| \| 5 \| \| Nick Kyrgios \| 65 \| 4 \| \| \| \| |                      |                                      |    |    |           |                      |  |
| 1 | Bandera de Francia   | Richard Gasquet                      | 7  | 6  | 6         |                      |  |
| 1 | Bandera de Australia | Nick Kyrgios                         | 63 | 2  | 2         |                      |  |
| 2 | Bandera de Francia   | Jo-Wilfried Tsonga                   | 6  | 6  | 7         |                      |  |
| 2 | Bandera de Australia | Lleyton Hewitt                       | 3  | 2  | 62        |                      |  |
| 3 | Bandera de Francia   | Richard Gasquet - Jo-Wilfried Tsonga | 5  | 7  | 6         | 7                    |  |
| 3 | Bandera de Australia | Chris Guccione - Lleyton Hewitt      | 7  | 64 | 2         | 5                    |  |
| 4 | Bandera de Francia   | Julien Benneteau                     | 6  | 6  |           |                      |  |
| 4 | Bandera de Australia | Thanasi Kokkinakis                   | 4  | 1  |           |                      |  |
| 5 | Bandera de Francia   | Gaël Monfils                         | 7  | 6  |           |                      |  |
| 5 | Bandera de Australia | Nick Kyrgios                         | 65 | 4  |           |                      |  |

| | Bandera de Estados Unidos | Estados Unidos                 | 1  | 3  | Reino Unido | Bandera del Reino Unido |   |
| --- | ------------------------- | ------------------------------ | -- | -- | ----------- | ----------------------- | - |
| Petco Park, San Diego, Estados Unidos 31 de enero al 2 de febrero de 2014 (Arcilla) |                           |                                |    |    |             |                         |   |
| \| 1 \| \| Donald Young \| 1 \| 2 \| 3 \| \| \| \| 1 \| \| Andy Murray \| 6 \| 6 \| 6 \| \| \| \| 2 \| \| Sam Querrey \| 6 \| 63 \| 6 \| 4 \| 1 \| \| 2 \| \| James Ward \| 1 \| 7 \| 3 \| 6 \| 6 \| \| 3 \| \| Bob Bryan - Mike Bryan \| 6 \| 6 \| 3 \| 6 \| \| \| 3 \| \| Colin Fleming - Dominic Inglot \| 2 \| 3 \| 6 \| 1 \| \| \| 4 \| \| Sam Querrey \| 65 \| 7 \| 1 \| 3 \| \| \| 4 \| \| Andy Murray \| 7 \| 63 \| 6 \| 6 \| \| \| 5 \| \| Donald Young \| - \| - \| - \| - \| - \| \| 5 \| \| James Ward \| - \| - \| - \| - \| - \| |                           |                                |    |    |             |                         |   |
| 1 | Bandera de Estados Unidos | Donald Young                   | 1  | 2  | 3           |                         |   |
| 1 | Bandera del Reino Unido   | Andy Murray                    | 6  | 6  | 6           |                         |   |
| 2 | Bandera de Estados Unidos | Sam Querrey                    | 6  | 63 | 6           | 4                       | 1 |
| 2 | Bandera del Reino Unido   | James Ward                     | 1  | 7  | 3           | 6                       | 6 |
| 3 | Bandera de Estados Unidos | Bob Bryan - Mike Bryan         | 6  | 6  | 3           | 6                       |   |
| 3 | Bandera del Reino Unido   | Colin Fleming - Dominic Inglot | 2  | 3  | 6           | 1                       |   |
| 4 | Bandera de Estados Unidos | Sam Querrey                    | 65 | 7  | 1           | 3                       |   |
| 4 | Bandera del Reino Unido   | Andy Murray                    | 7  | 63 | 6           | 6                       |   |
| 5 | Bandera de Estados Unidos | Donald Young                   | -  | -  | -           | -                       | - |
| 5 | Bandera del Reino Unido   | James Ward                     | -  | -  | -           | -                       | - |

| | Bandera de Argentina | Argentina                          | 1  | 3   | Italia | Bandera de Italia |   |
| --- | -------------------- | ---------------------------------- | -- | --- | ------ | ----------------- | - |
| Patinódromo Municipal, Mar de Plata, Argentina 31 de enero al 2 de febrero de 2014 (Arcilla) |                      |                                    |    |     |        |                   |   |
| \| 1 \| \| Carlos Berlocq \| 4 \| 6 \| 6 \| 6 \| \| \| 1 \| \| Andreas Seppi \| 6 \| 0 \| 2 \| 1 \| \| \| 2 \| \| Juan Mónaco \| 5 \| 2 \| 2 \| \| \| \| 2 \| \| Fabio Fognini \| 7 \| 6 \| 6 \| \| \| \| 3 \| \| Eduardo Schwank - Horacio Zeballos \| 78 \| 68 \| 63 \| 4 \| \| \| 3 \| \| Simone Bolelli - Fabio Fognini \| 6 \| 710 \| 7 \| 6 \| \| \| 4 \| \| Carlos Berlocq \| 65 \| 6 \| 1 \| 4 \| \| \| 4 \| \| Fabio Fognini \| 7 \| 4 \| 6 \| 6 \| \| \| 5 \| \| Juan Mónaco \| - \| - \| - \| - \| - \| \| 5 \| \| Andreas Seppi \| - \| - \| - \| - \| - \| |                      |                                    |    |     |        |                   |   |
| 1 | Bandera de Argentina | Carlos Berlocq                     | 4  | 6   | 6      | 6                 |   |
| 1 | Bandera de Italia    | Andreas Seppi                      | 6  | 0   | 2      | 1                 |   |
| 2 | Bandera de Argentina | Juan Mónaco                        | 5  | 2   | 2      |                   |   |
| 2 | Bandera de Italia    | Fabio Fognini                      | 7  | 6   | 6      |                   |   |
| 3 | Bandera de Argentina | Eduardo Schwank - Horacio Zeballos | 78 | 68  | 63     | 4                 |   |
| 3 | Bandera de Italia    | Simone Bolelli - Fabio Fognini     | 6  | 710 | 7      | 6                 |   |
| 4 | Bandera de Argentina | Carlos Berlocq                     | 65 | 6   | 1      | 4                 |   |
| 4 | Bandera de Italia    | Fabio Fognini                      | 7  | 4   | 6      | 6                 |   |
| 5 | Bandera de Argentina | Juan Mónaco                        | -  | -   | -      | -                 | - |
| 5 | Bandera de Italia    | Andreas Seppi                      | -  | -   | -      | -                 | - |

| | Bandera de Kazajistán | Kazajistán                           | 3   | 2  | Bélgica | Bandera de Bélgica |    |
| --- | --------------------- | ------------------------------------ | --- | -- | ------- | ------------------ | -- |
| Centro Nacional de Tenis, Astana, Kazajistán 31 de enero al 2 de febrero de 2014 (Dura, bajo techo) |                       |                                      |     |    |         |                    |    |
| \| 1 \| \| Mikhail Kukushkin \| 6 \| 63 \| 6 \| 6 \| \| \| 1 \| \| Ruben Bemelmans \| 4 \| 7 \| 2 \| 3 \| \| \| 2 \| \| Andrey Golubev \| 711 \| 3 \| 4 \| 6 \| 12 \| \| 2 \| \| David Goffin \| 69 \| 6 \| 6 \| 2 \| 10 \| \| 3 \| \| Mikhail Kukushin - Yevgueni Koroliov \| 2 \| 7 \| 3 \| 64 \| \| \| 3 \| \| Ruben Bemelmans - Olivier Rochus \| 6 \| 64 \| 6 \| 7 \| \| \| 4 \| \| Mikhail Kukushkin \| 6 \| 3 \| 6 \| 4 \| 0 \| \| 4 \| \| David Goffin \| 4 \| 6 \| 3 \| 6 \| 6 \| \| 5 \| \| Andrey Golubev \| 6 \| 6 \| 6 \| \| \| \| 5 \| \| Ruben Bemelmans \| 2 \| 3 \| 1 \| \| \| |                       |                                      |     |    |         |                    |    |
| 1 | Bandera de Kazajistán | Mikhail Kukushkin                    | 6   | 63 | 6       | 6                  |    |
| 1 | Bandera de Bélgica    | Ruben Bemelmans                      | 4   | 7  | 2       | 3                  |    |
| 2 | Bandera de Kazajistán | Andrey Golubev                       | 711 | 3  | 4       | 6                  | 12 |
| 2 | Bandera de Bélgica    | David Goffin                         | 69  | 6  | 6       | 2                  | 10 |
| 3 | Bandera de Kazajistán | Mikhail Kukushin - Yevgueni Koroliov | 2   | 7  | 3       | 64                 |    |
| 3 | Bandera de Bélgica    | Ruben Bemelmans - Olivier Rochus     | 6   | 64 | 6       | 7                  |    |
| 4 | Bandera de Kazajistán | Mikhail Kukushkin                    | 6   | 3  | 6       | 4                  | 0  |
| 4 | Bandera de Bélgica    | David Goffin                         | 4   | 6  | 3       | 6                  | 6  |
| 5 | Bandera de Kazajistán | Andrey Golubev                       | 6   | 6  | 6       |                    |    |
| 5 | Bandera de Bélgica    | Ruben Bemelmans                      | 2   | 3  | 1       |                    |    |

| | Bandera de Serbia | Serbia                             | 2  | 3 | Suiza | Bandera de Suiza |  |
| --- | ----------------- | ---------------------------------- | -- | - | ----- | ---------------- |  |
| SPENS, Novi Sad, Serbia 31 de enero al 2 de febrero de 2014 (Dura, bajo techo) |                   |                                    |    |   |       |                  |  |
| \| 1 \| \| Ilija Bozoljac \| 4 \| 5 \| 2 \| \| \| \| 1 \| \| Roger Federer \| 6 \| 7 \| 6 \| \| \| \| 2 \| \| Dušan Lajović \| 4 \| 6 \| 1 \| 67 \| \| \| 2 \| \| Stanislas Wawrinka \| 6 \| 4 \| 6 \| 79 \| \| \| 3 \| \| Filip Krajinovic - Nenad Zimonjic \| 63 \| 6 \| 62 \| 2 \| \| \| 3 \| \| Marco Chiudinelli - Michael Lammer \| 7 \| 3 \| 7 \| 6 \| \| \| 4 \| \| Dušan Lajović \| 6 \| 3 \| 6 \| \| \| \| 4 \| \| Michael Lammer \| 3 \| 6 \| 4 \| \| \| \| 5 \| \| Ilija Bozoljac \| 6 \| 6 \| \| \| \| \| 5 \| \| Marco Chiudinelli \| 4 \| 4 \| \| \| \| |                   |                                    |    |   |       |                  |  |
| 1 | Bandera de Serbia | Ilija Bozoljac                     | 4  | 5 | 2     |                  |  |
| 1 | Bandera de Suiza  | Roger Federer                      | 6  | 7 | 6     |                  |  |
| 2 | Bandera de Serbia | Dušan Lajović                      | 4  | 6 | 1     | 67               |  |
| 2 | Bandera de Suiza  | Stanislas Wawrinka                 | 6  | 4 | 6     | 79               |  |
| 3 | Bandera de Serbia | Filip Krajinovic - Nenad Zimonjic  | 63 | 6 | 62    | 2                |  |
| 3 | Bandera de Suiza  | Marco Chiudinelli - Michael Lammer | 7  | 3 | 7     | 6                |  |
| 4 | Bandera de Serbia | Dušan Lajović                      | 6  | 3 | 6     |                  |  |
| 4 | Bandera de Suiza  | Michael Lammer                     | 3  | 6 | 4     |                  |  |
| 5 | Bandera de Serbia | Ilija Bozoljac                     | 6  | 6 |       |                  |  |
| 5 | Bandera de Suiza  | Marco Chiudinelli                  | 4  | 4 |       |                  |  |

#### Cuartos de final
En primera columna, el equipo que efectúa de local.
| | Bandera de Japón           | Japón                           | 0  | 5  | República Checa | Bandera de República Checa |   |
| --- | -------------------------- | ------------------------------- | -- | -- | --------------- | -------------------------- | - |
| Coliseo Ariake, Tokio, Japón 4 de abril al 6 de abril de 2014 (Dura, bajo techo) |                            |                                 |    |    |                 |                            |   |
| \| 1 \| \| Tatsuma Ito \| 7 \| 65 \| 1 \| 5 \| \| \| 1 \| \| Radek Štěpánek \| 65 \| 7 \| 6 \| 7 \| \| \| 2 \| \| Taro Daniel \| 4 \| 4 \| 6 \| 6 \| 2 \| \| 2 \| \| Lukáš Rosol \| 6 \| 6 \| 3 \| 4 \| 6 \| \| 3 \| \| Tatsuma Ito - Yasutaka Uchiyama \| 4 \| 4 \| 4 \| \| \| \| 3 \| \| Radek Štěpánek - Lukáš Rosol \| 6 \| 6 \| 6 \| \| \| \| 4 \| \| Yasutaka Uchiyama \| 3 \| 6 \| 4 \| \| \| \| 4 \| \| Lukáš Rosol \| 6 \| 3 \| 6 \| \| \| \| 5 \| \| Taro Daniel \| 4 \| 4 \| \| \| \| \| 5 \| \| Jiri Vesely \| 6 \| 6 \| \| \| \| |                            |                                 |    |    |                 |                            |   |
| 1 | Bandera de Japón           | Tatsuma Ito                     | 7  | 65 | 1               | 5                          |   |
| 1 | Bandera de República Checa | Radek Štěpánek                  | 65 | 7  | 6               | 7                          |   |
| 2 | Bandera de Japón           | Taro Daniel                     | 4  | 4  | 6               | 6                          | 2 |
| 2 | Bandera de República Checa | Lukáš Rosol                     | 6  | 6  | 3               | 4                          | 6 |
| 3 | Bandera de Japón           | Tatsuma Ito - Yasutaka Uchiyama | 4  | 4  | 4               |                            |   |
| 3 | Bandera de República Checa | Radek Štěpánek - Lukáš Rosol    | 6  | 6  | 6               |                            |   |
| 4 | Bandera de Japón           | Yasutaka Uchiyama               | 3  | 6  | 4               |                            |   |
| 4 | Bandera de República Checa | Lukáš Rosol                     | 6  | 3  | 6               |                            |   |
| 5 | Bandera de Japón           | Taro Daniel                     | 4  | 4  |                 |                            |   |
| 5 | Bandera de República Checa | Jiri Vesely                     | 6  | 6  |                 |                            |   |

| | Bandera de Francia  | Francia                           | 3   | 2  | Alemania | Bandera de Alemania |   |
| --- | ------------------- | --------------------------------- | --- | -- | -------- | ------------------- | - |
| Palais Des Sports Jean Weille, Nancy, Francia 4 de abril al 6 de abril de 2014 (Dura, bajo techo) |                     |                                   |     |    |          |                     |   |
| \| 1 \| \| Julien Benneteau \| 68 \| 3 \| 2 \| \| \| \| 1 \| \| Tobias Kamke \| 710 \| 6 \| 6 \| \| \| \| 2 \| \| Jo-Wilfried Tsonga \| 7 \| 63 \| 6 \| 68 \| 6 \| \| 2 \| \| Peter Gojowczyk \| 5 \| 7 \| 3 \| 710 \| 8 \| \| 3 \| \| Michael Llodra - Julien Benneteau \| 6 \| 7 \| 4 \| 7 \| \| \| 3 \| \| Andre Begemann - Tobias Kamke \| 1 \| 65 \| 6 \| 5 \| \| \| 4 \| \| Jo-Wilfried Tsonga \| 6 \| 6 \| 6 \| \| \| \| 4 \| \| Tobias Kamke \| 3 \| 2 \| 4 \| \| \| \| 5 \| \| Gaël Monfils \| 6 \| 7 \| 6 \| \| \| \| 5 \| \| Peter Gojowczyk \| 1 \| 60 \| 2 \| \| \| |                     |                                   |     |    |          |                     |   |
| 1 | Bandera de Francia  | Julien Benneteau                  | 68  | 3  | 2        |                     |   |
| 1 | Bandera de Alemania | Tobias Kamke                      | 710 | 6  | 6        |                     |   |
| 2 | Bandera de Francia  | Jo-Wilfried Tsonga                | 7   | 63 | 6        | 68                  | 6 |
| 2 | Bandera de Alemania | Peter Gojowczyk                   | 5   | 7  | 3        | 710                 | 8 |
| 3 | Bandera de Francia  | Michael Llodra - Julien Benneteau | 6   | 7  | 4        | 7                   |   |
| 3 | Bandera de Alemania | Andre Begemann - Tobias Kamke     | 1   | 65 | 6        | 5                   |   |
| 4 | Bandera de Francia  | Jo-Wilfried Tsonga                | 6   | 6  | 6        |                     |   |
| 4 | Bandera de Alemania | Tobias Kamke                      | 3   | 2  | 4        |                     |   |
| 5 | Bandera de Francia  | Gaël Monfils                      | 6   | 7  | 6        |                     |   |
| 5 | Bandera de Alemania | Peter Gojowczyk                   | 1   | 60 | 2        |                     |   |

| | Bandera de Italia       | Italia                         | 3 | 2 | Reino Unido | Bandera del Reino Unido |  |
| --- | ----------------------- | ------------------------------ | - | - | ----------- | ----------------------- |  |
| Tennis Club Napoli, Nápoles, Italia 4 de abril al 6 de abril de 2014 (Arcilla, al aire libre) |                         |                                |   |   |             |                         |  |
| \| 1 \| \| Fabio Fognini \| 6 \| 2 \| 6 \| 6 \| \| \| 1 \| \| James Ward \| 4 \| 6 \| 4 \| 1 \| \| \| 2 \| \| Andreas Seppi \| 4 \| 5 \| 3 \| \| \| \| 2 \| \| Andy Murray \| 6 \| 7 \| 6 \| \| \| \| 3 \| \| Simone Bolelli - Fabio Fognini \| 3 \| 2 \| 6 \| 5 \| \| \| 3 \| \| Colin Fleming - Andy Murray \| 6 \| 6 \| 3 \| 7 \| \| \| 4 \| \| Fabio Fognini \| 6 \| 6 \| 6 \| \| \| \| 4 \| \| Andy Murray \| 3 \| 3 \| 4 \| \| \| \| 5 \| \| Andreas Seppi \| 6 \| 6 \| 6 \| \| \| \| 5 \| \| James Ward \| 4 \| 3 \| 4 \| \| \| |                         |                                |   |   |             |                         |  |
| 1 | Bandera de Italia       | Fabio Fognini                  | 6 | 2 | 6           | 6                       |  |
| 1 | Bandera del Reino Unido | James Ward                     | 4 | 6 | 4           | 1                       |  |
| 2 | Bandera de Italia       | Andreas Seppi                  | 4 | 5 | 3           |                         |  |
| 2 | Bandera del Reino Unido | Andy Murray                    | 6 | 7 | 6           |                         |  |
| 3 | Bandera de Italia       | Simone Bolelli - Fabio Fognini | 3 | 2 | 6           | 5                       |  |
| 3 | Bandera del Reino Unido | Colin Fleming - Andy Murray    | 6 | 6 | 3           | 7                       |  |
| 4 | Bandera de Italia       | Fabio Fognini                  | 6 | 6 | 6           |                         |  |
| 4 | Bandera del Reino Unido | Andy Murray                    | 3 | 3 | 4           |                         |  |
| 5 | Bandera de Italia       | Andreas Seppi                  | 6 | 6 | 6           |                         |  |
| 5 | Bandera del Reino Unido | James Ward                     | 4 | 3 | 4           |                         |  |

| | Bandera de Suiza      | Suiza                                 | 3  | 2  | Kazajistán | Bandera de Kazajistán |  |
| --- | --------------------- | ------------------------------------- | -- | -- | ---------- | --------------------- |  |
| Palexpo, Ginebra, Suiza 4 de abril al 6 de abril de 2014 (Dura, bajo techo) |                       |                                       |    |    |            |                       |  |
| \| 1 \| \| Stanislas Wawrinka \| 65 \| 2 \| 6 \| 65 \| \| \| 1 \| \| Andrey Golubev \| 7 \| 6 \| 3 \| 7 \| \| \| 2 \| \| Roger Federer \| 6 \| 6 \| 6 \| \| \| \| 2 \| \| Mikhail Kukushkin \| 4 \| 4 \| 2 \| \| \| \| 3 \| \| Roger Federer - Stanislas Wawrinka \| 4 \| 65 \| 6 \| 6 \| \| \| 3 \| \| Andrey Golubev - Aleksandr Nedovyesov \| 6 \| 7 \| 4 \| 78 \| \| \| 4 \| \| Stanislas Wawrinka \| 64 \| 6 \| 6 \| 6 \| \| \| 4 \| \| Mikhail Kukushkin \| 7 \| 4 \| 4 \| 4 \| \| \| 5 \| \| Roger Federer \| 7 \| 6 \| 6 \| \| \| \| 5 \| \| Andrey Golubev \| 60 \| 2 \| 3 \| \| \| |                       |                                       |    |    |            |                       |  |
| 1 | Bandera de Suiza      | Stanislas Wawrinka                    | 65 | 2  | 6          | 65                    |  |
| 1 | Bandera de Kazajistán | Andrey Golubev                        | 7  | 6  | 3          | 7                     |  |
| 2 | Bandera de Suiza      | Roger Federer                         | 6  | 6  | 6          |                       |  |
| 2 | Bandera de Kazajistán | Mikhail Kukushkin                     | 4  | 4  | 2          |                       |  |
| 3 | Bandera de Suiza      | Roger Federer - Stanislas Wawrinka    | 4  | 65 | 6          | 6                     |  |
| 3 | Bandera de Kazajistán | Andrey Golubev - Aleksandr Nedovyesov | 6  | 7  | 4          | 78                    |  |
| 4 | Bandera de Suiza      | Stanislas Wawrinka                    | 64 | 6  | 6          | 6                     |  |
| 4 | Bandera de Kazajistán | Mikhail Kukushkin                     | 7  | 4  | 4          | 4                     |  |
| 5 | Bandera de Suiza      | Roger Federer                         | 7  | 6  | 6          |                       |  |
| 5 | Bandera de Kazajistán | Andrey Golubev                        | 60 | 2  | 3          |                       |  |

#### Semifinales
En primera columna, el equipo que efectúa de local.
| | Bandera de Francia         | Francia                         | 4  | 1 | República Checa | Bandera de República Checa |  |
| --- | -------------------------- | ------------------------------- | -- | - | --------------- | -------------------------- |  |
| Stade Roland Garros, París, Francia 12 de septiembre al 14 de septiembre de 2014 (Arcilla, al aire libre) |                            |                                 |    |   |                 |                            |  |
| \| 1 \| \| Richard Gasquet \| 6 \| 6 \| 6 \| \| \| \| 1 \| \| Tomáš Berdych \| 3 \| 2 \| 3 \| \| \| \| 2 \| \| Jo-Wilfried Tsonga \| 6 \| 6 \| 6 \| \| \| \| 2 \| \| Lukáš Rosol \| 2 \| 2 \| 3 \| \| \| \| 3 \| \| Julien Benneteau - Gaël Monfils \| 64 \| 6 \| 7 \| 6 \| \| \| 3 \| \| Radek Štěpánek - Jiri Vesely \| 7 \| 4 \| 65 \| 1 \| \| \| 4 \| \| Julien Benneteau \| 4 \| 3 \| \| \| \| \| 4 \| \| Jiri Vesely \| 6 \| 6 \| \| \| \| \| 5 \| \| Gaël Monfils \| 7 \| 6 \| 7 \| \| \| \| 5 \| \| Lukáš Rosol \| 5 \| 4 \| 5 \| \| \| |                            |                                 |    |   |                 |                            |  |
| 1 | Bandera de Francia         | Richard Gasquet                 | 6  | 6 | 6               |                            |  |
| 1 | Bandera de República Checa | Tomáš Berdych                   | 3  | 2 | 3               |                            |  |
| 2 | Bandera de Francia         | Jo-Wilfried Tsonga              | 6  | 6 | 6               |                            |  |
| 2 | Bandera de República Checa | Lukáš Rosol                     | 2  | 2 | 3               |                            |  |
| 3 | Bandera de Francia         | Julien Benneteau - Gaël Monfils | 64 | 6 | 7               | 6                          |  |
| 3 | Bandera de República Checa | Radek Štěpánek - Jiri Vesely    | 7  | 4 | 65              | 1                          |  |
| 4 | Bandera de Francia         | Julien Benneteau                | 4  | 3 |                 |                            |  |
| 4 | Bandera de República Checa | Jiri Vesely                     | 6  | 6 |                 |                            |  |
| 5 | Bandera de Francia         | Gaël Monfils                    | 7  | 6 | 7               |                            |  |
| 5 | Bandera de República Checa | Lukáš Rosol                     | 5  | 4 | 5               |                            |  |

| | Bandera de Suiza  | Suiza                                  | 3  | 2 | Italia | Bandera de Italia |   |
| --- | ----------------- | -------------------------------------- | -- | - | ------ | ----------------- | - |
| Palexpo, Ginebra, Suiza 12 de septiembre al 14 de septiembre de 2014 (Dura, bajo techo) |                   |                                        |    |   |        |                   |   |
| \| 1 \| \| Roger Federer \| 7 \| 6 \| 6 \| \| \| \| 1 \| \| Simone Bolelli \| 65 \| 4 \| 4 \| \| \| \| 2 \| \| Stanislas Wawrinka \| 6 \| 6 \| 6 \| \| \| \| 2 \| \| Fabio Fognini \| 2 \| 2 \| 3 \| \| \| \| 3 \| \| Stanislas Wawrinka - Marco Chiudinelli \| 5 \| 6 \| 7 \| 3 \| 2 \| \| 3 \| \| Simone Bolelli - Fabio Fognini \| 7 \| 3 \| 5 \| 6 \| 6 \| \| 4 \| \| Roger Federer \| 6 \| 6 \| 7 \| \| \| \| 4 \| \| Fabio Fognini \| 2 \| 3 \| 64 \| \| \| \| 5 \| \| Michael Lammer \| 4 \| 6 \| 4 \| \| \| \| 5 \| \| Andreas Seppi \| 6 \| 1 \| 6 \| \| \| |                   |                                        |    |   |        |                   |   |
| 1 | Bandera de Suiza  | Roger Federer                          | 7  | 6 | 6      |                   |   |
| 1 | Bandera de Italia | Simone Bolelli                         | 65 | 4 | 4      |                   |   |
| 2 | Bandera de Suiza  | Stanislas Wawrinka                     | 6  | 6 | 6      |                   |   |
| 2 | Bandera de Italia | Fabio Fognini                          | 2  | 2 | 3      |                   |   |
| 3 | Bandera de Suiza  | Stanislas Wawrinka - Marco Chiudinelli | 5  | 6 | 7      | 3                 | 2 |
| 3 | Bandera de Italia | Simone Bolelli - Fabio Fognini         | 7  | 3 | 5      | 6                 | 6 |
| 4 | Bandera de Suiza  | Roger Federer                          | 6  | 6 | 7      |                   |   |
| 4 | Bandera de Italia | Fabio Fognini                          | 2  | 3 | 64     |                   |   |
| 5 | Bandera de Suiza  | Michael Lammer                         | 4  | 6 | 4      |                   |   |
| 5 | Bandera de Italia | Andreas Seppi                          | 6  | 1 | 6      |                   |   |

#### Final
| | Bandera de Francia | Francia                            | 1      | 3 | Suiza | Bandera de Suiza |  |
| --- | ------------------ | ---------------------------------- | ------ | - | ----- | ---------------- |  |
| Stade Pierre-Mauroy, Lille, Francia 21 al 23 de noviembre de 2014 Arcilla Roja, Bajo Techo |                    |                                    |        |   |       |                  |  |
| \| 1 \| \| Jo-Wilfried Tsonga \| 1 \| 6 \| 3 \| 2 \| \| \| 1 \| \| Stanislas Wawrinka \| 6 \| 3 \| 6 \| 6 \| \| \| 2 \| \| Gaël Monfils \| 6 \| 6 \| 6 \| \| \| \| 2 \| \| Roger Federer \| 1 \| 4 \| 3 \| \| \| \| 3 \| \| Julien Benneteau - Richard Gasquet \| 3 \| 5 \| 4 \| \| \| \| 3 \| \| Roger Federer - Stanislas Wawrinka \| 6 \| 7 \| 6 \| \| \| \| 4 \| \| Richard Gasquet \| 4 \| 2 \| 2 \| \| \| \| 4 \| \| Roger Federer \| 6 \| 6 \| 6 \| \| \| \| 5 \| \| Gaël Monfils \| No \| \| \| \| \| \| 5 \| \| Stanislas Wawrinka \| Jugado \| \| \| \| \| |                    |                                    |        |   |       |                  |  |
| 1 | Bandera de Francia | Jo-Wilfried Tsonga                 | 1      | 6 | 3     | 2                |  |
| 1 | Bandera de Suiza   | Stanislas Wawrinka                 | 6      | 3 | 6     | 6                |  |
| 2 | Bandera de Francia | Gaël Monfils                       | 6      | 6 | 6     |                  |  |
| 2 | Bandera de Suiza   | Roger Federer                      | 1      | 4 | 3     |                  |  |
| 3 | Bandera de Francia | Julien Benneteau - Richard Gasquet | 3      | 5 | 4     |                  |  |
| 3 | Bandera de Suiza   | Roger Federer - Stanislas Wawrinka | 6      | 7 | 6     |                  |  |
| 4 | Bandera de Francia | Richard Gasquet                    | 4      | 2 | 2     |                  |  |
| 4 | Bandera de Suiza   | Roger Federer                      | 6      | 6 | 6     |                  |  |
| 5 | Bandera de Francia | Gaël Monfils                       | No     |   |       |                  |  |
| 5 | Bandera de Suiza   | Stanislas Wawrinka                 | Jugado |   |       |                  |  |

| Suiza                       |
| Campeón Suiza Primer título |

## Play-offs Grupo Mundial 2015
Los ocho equipos perdedores en los cruces de la primera ronda del Grupo Mundial y ocho ganadores de los cruces de la ronda final de su grupo regional del Grupo I competirán en los play-offs del Grupo Mundial 2015. Los ganadores jugarán el Grupo Mundial 2015; los perdedores jugarán en sus respectivos grupos regionales, según su ubicación geográfica.
Los cruces se disputarán del 12 al 14 de septiembre de 2014.
Equipos participantes
| Desde el Grupo Mundial - Países Bajos - Canadá - España - Australia - Estados Unidos - Argentina - Bélgica - Serbia | Grupo I - Brasil - Colombia - Uzbekistán - India - Croacia - Israel - Ucrania - Eslovaquia |

### Cruces
En primera columna, el equipo que efectúa de local.
| | Bandera de la India | India                           | 2 | 3  | Serbia | Bandera de Serbia |   |
| --- | ------------------- | ------------------------------- | - | -- | ------ | ----------------- | - |
| KSLTA Tennis Stadium, Bangalore, India 12 de septiembre al 14 de septiembre de 2014 (Dura, al aire libre) |                     |                                 |   |    |        |                   |   |
| \| 1 \| \| Yuki Bhambri \| 3 \| 2 \| 5 \| \| \| \| 1 \| \| Dušan Lajović \| 6 \| 6 \| 7 \| \| \| \| 2 \| \| Somdev Devvarman \| 1 \| 6 \| 3 \| 2 \| \| \| 2 \| \| Filip Krajinovic \| 6 \| 4 \| 6 \| 6 \| \| \| 3 \| \| Rohan Bopanna - Leander Paes \| 1 \| 64 \| 6 \| 6 \| 8 \| \| 3 \| \| Ilija Bozoljac - Nenad Zimonjic \| 6 \| 7 \| 3 \| 3 \| 6 \| \| 4 \| \| Somdev Devvarman \| 1 \| 6 \| 4 \| 6 \| 6 \| \| 4 \| \| Dušan Lajović \| 6 \| 4 \| 6 \| 3 \| 2 \| \| 5 \| \| Yuki Bhambri \| 3 \| 4 \| 4 \| \| \| \| 5 \| \| Filip Krajinovic \| 6 \| 6 \| 6 \| \| \| |                     |                                 |   |    |        |                   |   |
| 1 | Bandera de la India | Yuki Bhambri                    | 3 | 2  | 5      |                   |   |
| 1 | Bandera de Serbia   | Dušan Lajović                   | 6 | 6  | 7      |                   |   |
| 2 | Bandera de la India | Somdev Devvarman                | 1 | 6  | 3      | 2                 |   |
| 2 | Bandera de Serbia   | Filip Krajinovic                | 6 | 4  | 6      | 6                 |   |
| 3 | Bandera de la India | Rohan Bopanna - Leander Paes    | 1 | 64 | 6      | 6                 | 8 |
| 3 | Bandera de Serbia   | Ilija Bozoljac - Nenad Zimonjic | 6 | 7  | 3      | 3                 | 6 |
| 4 | Bandera de la India | Somdev Devvarman                | 1 | 6  | 4      | 6                 | 6 |
| 4 | Bandera de Serbia   | Dušan Lajović                   | 6 | 4  | 6      | 3                 | 2 |
| 5 | Bandera de la India | Yuki Bhambri                    | 3 | 4  | 4      |                   |   |
| 5 | Bandera de Serbia   | Filip Krajinovic                | 6 | 6  | 6      |                   |   |

| | Bandera de Brasil | Brasil                      | 3 | 1  | España | Bandera de España |   |
| --- | ----------------- | --------------------------- | - | -- | ------ | ----------------- | - |
| Sede a definir, Brasil 12 de septiembre al 14 de septiembre de 2014 (Arcilla, bajo techo) |                   |                             |   |    |        |                   |   |
| \| 1 \| \| Rogerio Dutra Silva \| 0 \| 1 \| 3 \| \| \| \| 1 \| \| Roberto Bautista \| 6 \| 6 \| 6 \| \| \| \| 2 \| \| Thomaz Bellucci \| 3 \| 6 \| 6 \| 7 \| 6 \| \| 2 \| \| Pablo Andujar \| 6 \| 78 \| 4 \| 5 \| 3 \| \| 3 \| \| Marcelo Melo - Bruno Soares \| 6 \| 7 \| 7 \| \| \| \| 3 \| \| Marc López - David Marrero \| 3 \| 5 \| 5 \| \| \| \| 4 \| \| Thomaz Bellucci \| 6 \| 3 \| 6 \| 6 \| \| \| 4 \| \| Roberto Bautista \| 4 \| 6 \| 3 \| 2 \| \| \| 5 \| \| Rogerio Dutra Silva \| \| \| \| \| \| \| 5 \| Pablo Andujar \| \| \| \| \| \| \| |                   |                             |   |    |        |                   |   |
| 1 | Bandera de Brasil | Rogerio Dutra Silva         | 0 | 1  | 3      |                   |   |
| 1 | Bandera de España | Roberto Bautista            | 6 | 6  | 6      |                   |   |
| 2 | Bandera de Brasil | Thomaz Bellucci             | 3 | 6  | 6      | 7                 | 6 |
| 2 | Bandera de España | Pablo Andujar               | 6 | 78 | 4      | 5                 | 3 |
| 3 | Bandera de Brasil | Marcelo Melo - Bruno Soares | 6 | 7  | 7      |                   |   |
| 3 | Bandera de España | Marc López - David Marrero  | 3 | 5  | 5      |                   |   |
| 4 | Bandera de Brasil | Thomaz Bellucci             | 6 | 3  | 6      | 6                 |   |
| 4 | Bandera de España | Roberto Bautista            | 4 | 6  | 3      | 2                 |   |
| 5 | Bandera de Brasil | Rogerio Dutra Silva         |   |    |        |                   |   |
| 5 | Bandera de España | Pablo Andujar               |   |    |        |                   |   |

| | Bandera de Israel    | Israel                               | 2 | 3  | Argentina | Bandera de Argentina |   |
| --- | -------------------- | ------------------------------------ | - | -- | --------- | -------------------- | - |
| Sunrise Tennis Club, Estados Unidos 12 de septiembre al 14 de septiembre de 2014 (Dura, al aire libre) |                      |                                      |   |    |           |                      |   |
| \| 1 \| \| Bar Tzuf Botzer \| 4 \| 6 \| 2 \| 1 \| \| \| 1 \| \| Leonardo Mayer \| 6 \| 3 \| 6 \| 6 \| \| \| 2 \| \| Dudi Sela \| 6 \| 65 \| 6 \| 6 \| \| \| 2 \| \| Carlos Berlocq \| 3 \| 7 \| 2 \| 2 \| \| \| 3 \| \| Jonathan Erlich - Andy Ram \| 6 \| 3 \| 6 \| 3 \| 6 \| \| 3 \| \| Federico Delbonis - Horacio Zeballos \| 3 \| 6 \| 1 \| 6 \| 3 \| \| 4 \| \| Dudi Sela \| 2 \| 1 \| 4 \| \| \| \| 4 \| \| Leonardo Mayer \| 6 \| 6 \| 6 \| \| \| \| 5 \| \| Bar Tzuf Botzer \| 2 \| 3 \| 0 \| \| \| \| 5 \| \| Carlos Berlocq \| 6 \| 6 \| 6 \| \| \| |                      |                                      |   |    |           |                      |   |
| 1 | Bandera de Israel    | Bar Tzuf Botzer                      | 4 | 6  | 2         | 1                    |   |
| 1 | Bandera de Argentina | Leonardo Mayer                       | 6 | 3  | 6         | 6                    |   |
| 2 | Bandera de Israel    | Dudi Sela                            | 6 | 65 | 6         | 6                    |   |
| 2 | Bandera de Argentina | Carlos Berlocq                       | 3 | 7  | 2         | 2                    |   |
| 3 | Bandera de Israel    | Jonathan Erlich - Andy Ram           | 6 | 3  | 6         | 3                    | 6 |
| 3 | Bandera de Argentina | Federico Delbonis - Horacio Zeballos | 3 | 6  | 1         | 6                    | 3 |
| 4 | Bandera de Israel    | Dudi Sela                            | 2 | 1  | 4         |                      |   |
| 4 | Bandera de Argentina | Leonardo Mayer                       | 6 | 6  | 6         |                      |   |
| 5 | Bandera de Israel    | Bar Tzuf Botzer                      | 2 | 3  | 0         |                      |   |
| 5 | Bandera de Argentina | Carlos Berlocq                       | 6 | 6  | 6         |                      |   |

| | Bandera de Canadá   | Canadá                              | 3  | 1  | Colombia | Bandera de Colombia |  |
| --- | ------------------- | ----------------------------------- | -- | -- | -------- | ------------------- |  |
| Sede a definir, Canadá 12 de septiembre al 14 de septiembre de 2014 (Dura, bajo techo) |                     |                                     |    |    |          |                     |  |
| \| 1 \| \| Vasek Pospisil \| 6 \| 7 \| 6 \| \| \| \| 1 \| \| Santiago Giraldo \| 3 \| 62 \| 3 \| \| \| \| 2 \| \| Milos Raonic \| 6 \| 6 \| 6 \| \| \| \| 2 \| \| Alejandro González \| 3 \| 3 \| 2 \| \| \| \| 3 \| \| Daniel Nestor - Vasek Pospisil \| 64 \| 67 \| 4 \| \| \| \| 3 \| \| Juan Sebastian Cabal - Robert Farah \| 7 \| 79 \| 6 \| \| \| \| 4 \| \| Milos Raonic \| 6 \| 7 \| 7 \| \| \| \| 4 \| \| Santiago Giraldo \| 1 \| 62 \| 5 \| \| \| \| 5 \| \| Vasek Pospisil \| \| \| \| \| \| \| 5 \| Alejandro González \| \| \| \| \| \| \| |                     |                                     |    |    |          |                     |  |
| 1 | Bandera de Canadá   | Vasek Pospisil                      | 6  | 7  | 6        |                     |  |
| 1 | Bandera de Colombia | Santiago Giraldo                    | 3  | 62 | 3        |                     |  |
| 2 | Bandera de Canadá   | Milos Raonic                        | 6  | 6  | 6        |                     |  |
| 2 | Bandera de Colombia | Alejandro González                  | 3  | 3  | 2        |                     |  |
| 3 | Bandera de Canadá   | Daniel Nestor - Vasek Pospisil      | 64 | 67 | 4        |                     |  |
| 3 | Bandera de Colombia | Juan Sebastian Cabal - Robert Farah | 7  | 79 | 6        |                     |  |
| 4 | Bandera de Canadá   | Milos Raonic                        | 6  | 7  | 7        |                     |  |
| 4 | Bandera de Colombia | Santiago Giraldo                    | 1  | 62 | 5        |                     |  |
| 5 | Bandera de Canadá   | Vasek Pospisil                      |    |    |          |                     |  |
| 5 | Bandera de Colombia | Alejandro González                  |    |    |          |                     |  |

| | Bandera de Estados Unidos | Estados Unidos                | 5  | 0 | Eslovaquia | Bandera de Eslovaquia |  |
| --- | ------------------------- | ----------------------------- | -- | - | ---------- | --------------------- |  |
| Sede a definir, Estados Unidos 12 de septiembre al 14 de septiembre de 2014 (Dura, bajo techo) |                           |                               |    |   |            |                       |  |
| \| 1 \| \| John Isner \| 7 \| 6 \| 6 \| \| \| \| 1 \| \| Norbert Gombos \| 65 \| 4 \| 2 \| \| \| \| 2 \| \| Sam Querrey \| 78 \| 6 \| 6 \| \| \| \| 2 \| \| Martin Klizan \| 6 \| 3 \| 3 \| \| \| \| 3 \| \| Bob Bryan - Mike Bryan \| 6 \| 6 \| 6 \| \| \| \| 3 \| \| Lukas Lacko - Michal Mertinak \| 1 \| 2 \| 1 \| \| \| \| 4 \| \| John Isner \| 6 \| 6 \| \| \| \| \| 4 \| \| Martin Klizan \| 3 \| 0 \| \| \| \| \| 5 \| \| Sam Querrey \| 6 \| 4 \| 6 \| \| \| \| 5 \| \| Norbert Gombos \| 4 \| 6 \| 4 \| \| \| |                           |                               |    |   |            |                       |  |
| 1 | Bandera de Estados Unidos | John Isner                    | 7  | 6 | 6          |                       |  |
| 1 | Bandera de Eslovaquia     | Norbert Gombos                | 65 | 4 | 2          |                       |  |
| 2 | Bandera de Estados Unidos | Sam Querrey                   | 78 | 6 | 6          |                       |  |
| 2 | Bandera de Eslovaquia     | Martin Klizan                 | 6  | 3 | 3          |                       |  |
| 3 | Bandera de Estados Unidos | Bob Bryan - Mike Bryan        | 6  | 6 | 6          |                       |  |
| 3 | Bandera de Eslovaquia     | Lukas Lacko - Michal Mertinak | 1  | 2 | 1          |                       |  |
| 4 | Bandera de Estados Unidos | John Isner                    | 6  | 6 |            |                       |  |
| 4 | Bandera de Eslovaquia     | Martin Klizan                 | 3  | 0 |            |                       |  |
| 5 | Bandera de Estados Unidos | Sam Querrey                   | 6  | 4 | 6          |                       |  |
| 5 | Bandera de Eslovaquia     | Norbert Gombos                | 4  | 6 | 4          |                       |  |

| | Bandera de Australia  | Australia                       | 5 | 0  | Uzbekistán | Bandera de Uzbekistán |  |
| --- | --------------------- | ------------------------------- | - | -- | ---------- | --------------------- |  |
| Sede a definir, Australia 12 de septiembre al 14 de septiembre de 2014 (Dura, bajo techo) |                       |                                 |   |    |            |                       |  |
| \| 1 \| \| Nick Kyrgios \| 6 \| 7 \| 6 \| \| \| \| 1 \| \| Denis Istomin \| 4 \| 5 \| 4 \| \| \| \| 2 \| \| Lleyton Hewitt \| 6 \| 6 \| 6 \| \| \| \| 2 \| \| Farrukh Dustov \| 4 \| 4 \| 2 \| \| \| \| 3 \| \| Chris Guccione - Lleyton Hewitt \| 6 \| 7 \| 6 \| \| \| \| 3 \| \| Farrukh Dustov - Denis Istomin \| 3 \| 65 \| 2 \| \| \| \| 4 \| \| Samuel Groth \| 6 \| 6 \| \| \| \| \| 4 \| \| Denis Istomin \| 3 \| 2 \| \| \| \| \| 5 \| \| Nick Kyrgios \| 6 \| 6 \| \| \| \| \| 5 \| \| Farrukh Dustov \| 1 \| 1 \| \| \| \| |                       |                                 |   |    |            |                       |  |
| 1 | Bandera de Australia  | Nick Kyrgios                    | 6 | 7  | 6          |                       |  |
| 1 | Bandera de Uzbekistán | Denis Istomin                   | 4 | 5  | 4          |                       |  |
| 2 | Bandera de Australia  | Lleyton Hewitt                  | 6 | 6  | 6          |                       |  |
| 2 | Bandera de Uzbekistán | Farrukh Dustov                  | 4 | 4  | 2          |                       |  |
| 3 | Bandera de Australia  | Chris Guccione - Lleyton Hewitt | 6 | 7  | 6          |                       |  |
| 3 | Bandera de Uzbekistán | Farrukh Dustov - Denis Istomin  | 3 | 65 | 2          |                       |  |
| 4 | Bandera de Australia  | Samuel Groth                    | 6 | 6  |            |                       |  |
| 4 | Bandera de Uzbekistán | Denis Istomin                   | 3 | 2  |            |                       |  |
| 5 | Bandera de Australia  | Nick Kyrgios                    | 6 | 6  |            |                       |  |
| 5 | Bandera de Uzbekistán | Farrukh Dustov                  | 1 | 1  |            |                       |  |

| | Bandera de los Países Bajos | Holanda                              | 2  | 3 | Croacia | Bandera de Croacia |   |
| --- | --------------------------- | ------------------------------------ | -- | - | ------- | ------------------ | - |
| Sede a definir, Holanda 12 de septiembre al 14 de septiembre de 2014 (Arcilla, bajo techo) |                             |                                      |    |   |         |                    |   |
| \| 1 \| \| Igor Sijsling \| 6 \| 4 \| 5 \| 2 \| \| \| 1 \| \| Mate Delic \| 4 \| 6 \| 7 \| 6 \| \| \| 2 \| \| Robin Haase \| 7 \| 6 \| 6 \| \| \| \| 2 \| \| Borna Ćorić \| 64 \| 1 \| 4 \| \| \| \| 3 \| \| Thiemo de Bakker - Jean-Julien Rojer \| 2 \| 6 \| 3 \| 4 \| \| \| 3 \| \| Marin Čilić - Marin Draganja \| 6 \| 3 \| 6 \| 6 \| \| \| 4 \| \| Robin Haase \| 3 \| 4 \| 6 \| 6 \| 6 \| \| 4 \| \| Mate Delic \| 6 \| 6 \| 4 \| 1 \| 4 \| \| 5 \| \| Igor Sijsling \| 7 \| 4 \| 2 \| 5 \| \| \| 5 \| \| Borna Ćorić \| 64 \| 6 \| 6 \| 7 \| \| |                             |                                      |    |   |         |                    |   |
| 1 | Bandera de los Países Bajos | Igor Sijsling                        | 6  | 4 | 5       | 2                  |   |
| 1 | Bandera de Croacia          | Mate Delic                           | 4  | 6 | 7       | 6                  |   |
| 2 | Bandera de los Países Bajos | Robin Haase                          | 7  | 6 | 6       |                    |   |
| 2 | Bandera de Croacia          | Borna Ćorić                          | 64 | 1 | 4       |                    |   |
| 3 | Bandera de los Países Bajos | Thiemo de Bakker - Jean-Julien Rojer | 2  | 6 | 3       | 4                  |   |
| 3 | Bandera de Croacia          | Marin Čilić - Marin Draganja         | 6  | 3 | 6       | 6                  |   |
| 4 | Bandera de los Países Bajos | Robin Haase                          | 3  | 4 | 6       | 6                  | 6 |
| 4 | Bandera de Croacia          | Mate Delic                           | 6  | 6 | 4       | 1                  | 4 |
| 5 | Bandera de los Países Bajos | Igor Sijsling                        | 7  | 4 | 2       | 5                  |   |
| 5 | Bandera de Croacia          | Borna Ćorić                          | 64 | 6 | 6       | 7                  |   |

| | Bandera de Ucrania | Ucrania                        | 2  | 3 | Bélgica | Bandera de Bélgica |   |
| --- | ------------------ | ------------------------------ | -- | - | ------- | ------------------ | - |
| Palace of Sports, Kiev, Ucrania 12 de septiembre al 14 de septiembre de 2014 (Dura, bajo techo) |                    |                                |    |   |         |                    |   |
| \| 1 \| \| Sergiy Stakhovsky \| 65 \| 6 \| 6 \| 6 \| \| \| 1 \| \| Steve Darcis \| 7 \| 4 \| 2 \| 2 \| \| \| 2 \| \| Illya Marchenko \| 61 \| 3 \| 1 \| \| \| \| 2 \| \| David Goffin \| 7 \| 6 \| 6 \| \| \| \| 3 \| \| Sergei Bubka - Denys Molchanov \| 2 \| 3 \| 6 \| 6 \| 2 \| \| 3 \| \| Ruben Bemelmans - Steve Darcis \| 6 \| 6 \| 2 \| 3 \| 6 \| \| 4 \| \| Sergiy Stakhovsky \| 3 \| 1 \| 2 \| \| \| \| 4 \| \| David Goffin \| 6 \| 6 \| 6 \| \| \| \| 5 \| \| Illya Marchenko \| 7 \| 6 \| \| \| \| \| 5 \| \| Steve Darcis \| 62 \| 4 \| \| \| \| |                    |                                |    |   |         |                    |   |
| 1 | Bandera de Ucrania | Sergiy Stakhovsky              | 65 | 6 | 6       | 6                  |   |
| 1 | Bandera de Bélgica | Steve Darcis                   | 7  | 4 | 2       | 2                  |   |
| 2 | Bandera de Ucrania | Illya Marchenko                | 61 | 3 | 1       |                    |   |
| 2 | Bandera de Bélgica | David Goffin                   | 7  | 6 | 6       |                    |   |
| 3 | Bandera de Ucrania | Sergei Bubka - Denys Molchanov | 2  | 3 | 6       | 6                  | 2 |
| 3 | Bandera de Bélgica | Ruben Bemelmans - Steve Darcis | 6  | 6 | 2       | 3                  | 6 |
| 4 | Bandera de Ucrania | Sergiy Stakhovsky              | 3  | 1 | 2       |                    |   |
| 4 | Bandera de Bélgica | David Goffin                   | 6  | 6 | 6       |                    |   |
| 5 | Bandera de Ucrania | Illya Marchenko                | 7  | 6 |         |                    |   |
| 5 | Bandera de Bélgica | Steve Darcis                   | 62 | 4 |         |                    |   |

## Grupos regionales

### América
| Zona americana | Zona americana | Zona americana | Zona americana | Zona americana       | Zona americana | Zona americana | Zona americana | Zona americana | Zona americana | Zona americana |
| Grupo 1        | Brasil (CS)    | Colombia (CS)  | Ecuador        | República Dominicana | Uruguay        | Venezuela      | -              | -              |                |                |
| Grupo 2        | Barbados       | Bolivia        | Chile (CS)     | El Salvador (CS)     | Guatemala      | México (CS)    | Paraguay       | Perú (CS)      |                |                |
| Grupo 3        | Bahamas        | Bermudas       | Costa Rica     | Cuba                 | Haití          | Honduras       | Jamaica        | Panamá         |                |                |
| Grupo 3        | Puerto Rico    | -              | -              | -                    | -              | -              | -              | -              |                |                |
| -------------- | -------------- | -------------- | -------------- | -------------------- | -------------- | -------------- | -------------- | -------------- | -------------- | -------------- |

### AsiayOceanía
| Zona asiática/oceánica | Zona asiática/oceánica | Zona asiática/oceánica | Zona asiática/oceánica | Zona asiática/oceánica | Zona asiática/oceánica | Zona asiática/oceánica | Zona asiática/oceánica | Zona asiática/oceánica | Zona asiática/oceánica | Zona asiática/oceánica |
| Grupo 1                | China                  | Corea del Sur          | China Taipéi           | India                  | Nueva Zelanda          | Uzbekistán             | -                      | -                      |                        |                        |
| Grupo 2                | Filipinas              | Hong Kong              | Indonesia              | Kuwait                 | Vietnam                | Pakistán               | Sri Lanka              | Tailandia              |                        |                        |
| Grupo 3                | Camboya                | Emiratos Árabes Unidos | Irán                   | Malasia                | Singapur               | Siria                  | Turkmenistán           | Líbano                 |                        |                        |
| Grupo 4                | Arabia Saudita         | Bangladés              | Baréin                 | Catar                  | Irak                   | Islas del Pacífico     | Jordania               | Kirguistán             |                        |                        |
| Grupo 4                | Omán                   | Mongolia               | -                      | -                      | -                      | -                      | -                      | -                      |                        |                        |
| ---------------------- | ---------------------- | ---------------------- | ---------------------- | ---------------------- | ---------------------- | ---------------------- | ---------------------- | ---------------------- | ---------------------- | ---------------------- |

### EuropayÁfrica
| Zona Europea- Africana | Zona Europea- Africana | Zona Europea- Africana | Zona Europea- Africana | Zona Europea- Africana | Zona Europea- Africana | Zona Europea- Africana | Zona Europea- Africana | Zona Europea- Africana | Zona Europea- Africana | Zona Europea- Africana |
| Grupo 1                | Austria                | Croacia                | Eslovenia              | Eslovaquia             | Israel                 | Letonia                | Polonia                | Portugal               |                        |                        |
| Grupo 1                | Rusia                  | Rumania                | Suecia                 | Ucrania                | -                      | -                      | -                      | -                      |                        |                        |
| Grupo 2                | Bosnia y Herzegovina   | Bielorrusia            | Bulgaria               | Chipre                 | Dinamarca              | Egipto                 | Finlandia              | Grecia                 |                        |                        |
| Grupo 2                | Irlanda                | Lituania               | Luxemburgo             | Marruecos              | Moldavia               | Mónaco                 | Noruega                | Sudáfrica              |                        |                        |
| Grupo 3 (Europa)       | Albania                | Armenia                | Azerbaiyán             | Estonia                | Georgia                | Hungría                | Islandia               | Liechtenstein          |                        |                        |
| Grupo 3 (Europa)       | Macedonia              | Malta                  | Montenegro             | San Marino             | Turquía                | -                      | -                      | -                      |                        |                        |
| Grupo 3 (África)       | Argelia                | Benín                  | Botsuana               | Camerún                | Ghana                  | Kenia                  | Madagascar             | Namibia                |                        |                        |
| Grupo 3 (África)       | Nigeria                | Ruanda                 | Zambia                 | Zimbabue               | -                      | -                      | -                      | -                      |                        |                        |
| ---------------------- | ---------------------- | ---------------------- | ---------------------- | ---------------------- | ---------------------- | ---------------------- | ---------------------- | ---------------------- | ---------------------- | ---------------------- |